# 赫拉多·迪亚哥
赫拉多·迪亚哥（西班牙語：Gerardo Diego，1896年10月3日—1987年7月8日），西班牙诗人，出生于桑坦德，西班牙皇家语言学院成员之一。